# ذخیره انرژی با هوای فشرده

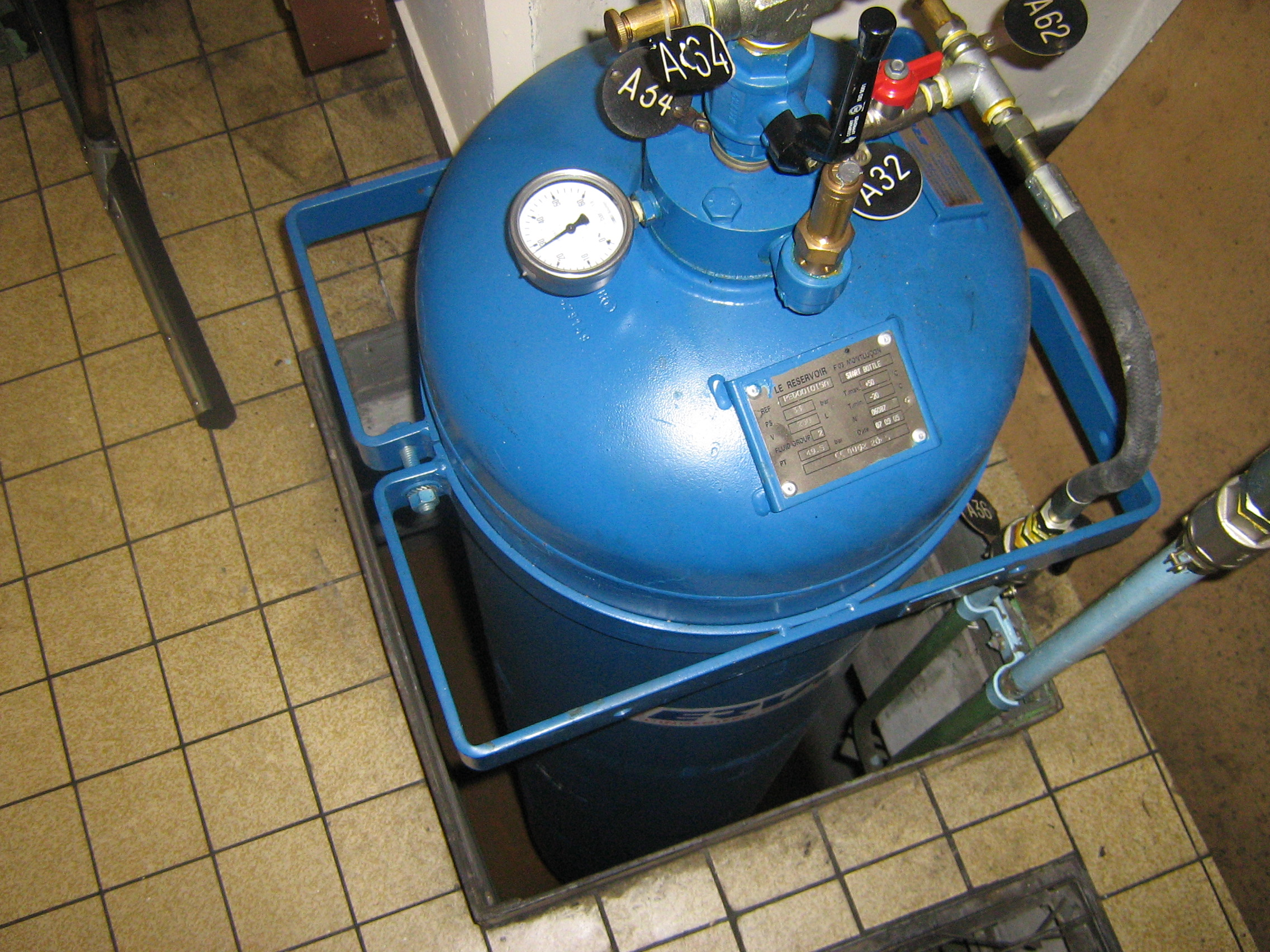
پمب ذخیره انرژی با هوای فشرده

ذخیره انرژی با هوای فشرده (انگلیسی: Compressed air energy storage) یا (CAES)، یکی از راه‌های ذخیرهٔ انرژی تولید شده در یک زمان، برای استفاده از آن در زمان دیگری با استفاده از هوای فشرده است. در مقیاس ابزاری و کاربردپذیری، انرژی تولید شده در طول دوره‌های تقاضای کم انرژی (خارج از دوره‌های اوج مصرف) انرژی می‌تواند برای برآورده شدن تقاضای بالای (بار اوج مصرف) آزاد شود. این شیوه به‌ویژه در زمانی که منابع انرژی تجدیدپذیر متناوب (گاهگاهی) مانند انرژی باد و خورشید باشد به عنوان مهمترین وسیلهٔ ذخیرهٔ انرژی تبدیل شده و دارای اهمیت است. سیستم‌های CAES می‌توانند در ایجاد اطمینان از نیازهای برق در ساعت‌های پیک تأثیر مهمی داشته باشند. چنین سیستم‌هایی مقیاس کوچک از مدت‌ها پیش در برنامه‌های کاربردی مانند موتورهای «لوکوموتیو معدن» استفاده شده‌اند. در برنامه‌های کاربردی در مقیاس بزرگ لازم است انرژی گرمایی مرتبط با هوای فشرده را نگهداری و از آن استفاده شود؛ تنها گرمازدایی، باعث کاهش کارایی انرژی سیستم ذخیره‌سازی می‌شود.